# Escobal
Escobal is een deelgemeente (corregimiento) van de gemeente (distrito) Colón in de provincie Colón in Panama. In 2015 was het inwoneraantal 2600.